# Último período glacial

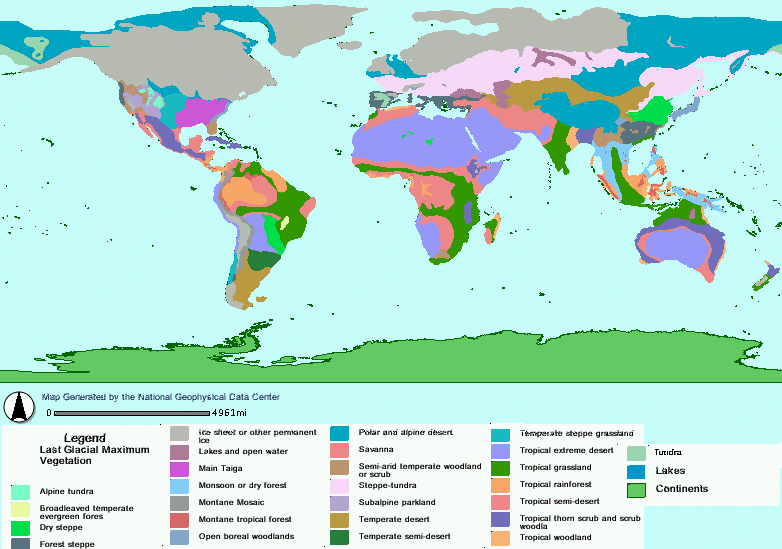
Tipos de vegetação no auge da última glaciação

O Último período glacial, também referido como Idade do Gelo, Glaciação Wisconsin, Glaciação Würms, Würmiano ou Laurenciano, é a designação dada ao último episódio de glaciação da Terra registado durante a presente idade geológica. Teve lugar durante a última parte do Pleistoceno, de aproximadamente 110 000 a 10 000 antes do presente e é a mais conhecida das glaciações antropológicas.
Foi definida por A. Penck e E. Brückner (1901-1909), como glaciações alpinas (RISS, Mindel, Günz, Donau). Sua definição é baseada em observações geológicas consequentes da redução significativa das temperaturas médias durante um longo período (gelo de água fluvial, morenas) nos Alpes. Considera-se que ela começou há 100 mil anos e terminou há 12 mil. 
Essa glaciação foi a última acontecida na Terra, e com ela se considera terminado o período Pleistoceno e as denominadas "glaciações antropológicas" por cientistas, devido ao fato de terem sido usadas para a travessia do homem para a América do Norte. As outras glaciações antropológicas anteriores a Würm foram a Glaciação Donau, há dois milhões de anos, a Glaciação Günz, há cerca de 700 mil anos, a Glaciação Mindel, há cerca de 400 mil anos e a Glaciação Riss, há 150 mil anos. Supõe-se, segundo as teorias enunciadas, que todas elas foram usadas pelo homem para chegar à América, em maior ou menor grau. Os cientistas as consideram "glaciações recentes".